# 捷太格特
捷太格特公司（日语：株式會社ジェイテクト，東證1部：6473.T），是日本汽车零部件制造商，為豐田集團旗下公司。2006年1月1日由豊田工機与光洋精工合并而成。业务包括轴承 (KOYO)、传动(JTEKT)、机床(TOYODA, WELE MECHATRONICS)、转向系统Steering Products (JTEKT)等開發製造。